# Matthieu Saglio
Matthieu Saglio (nacido en 1977) es un músico francés de jazz y de world music, violonchelista y compositor, afincando en Valencia.

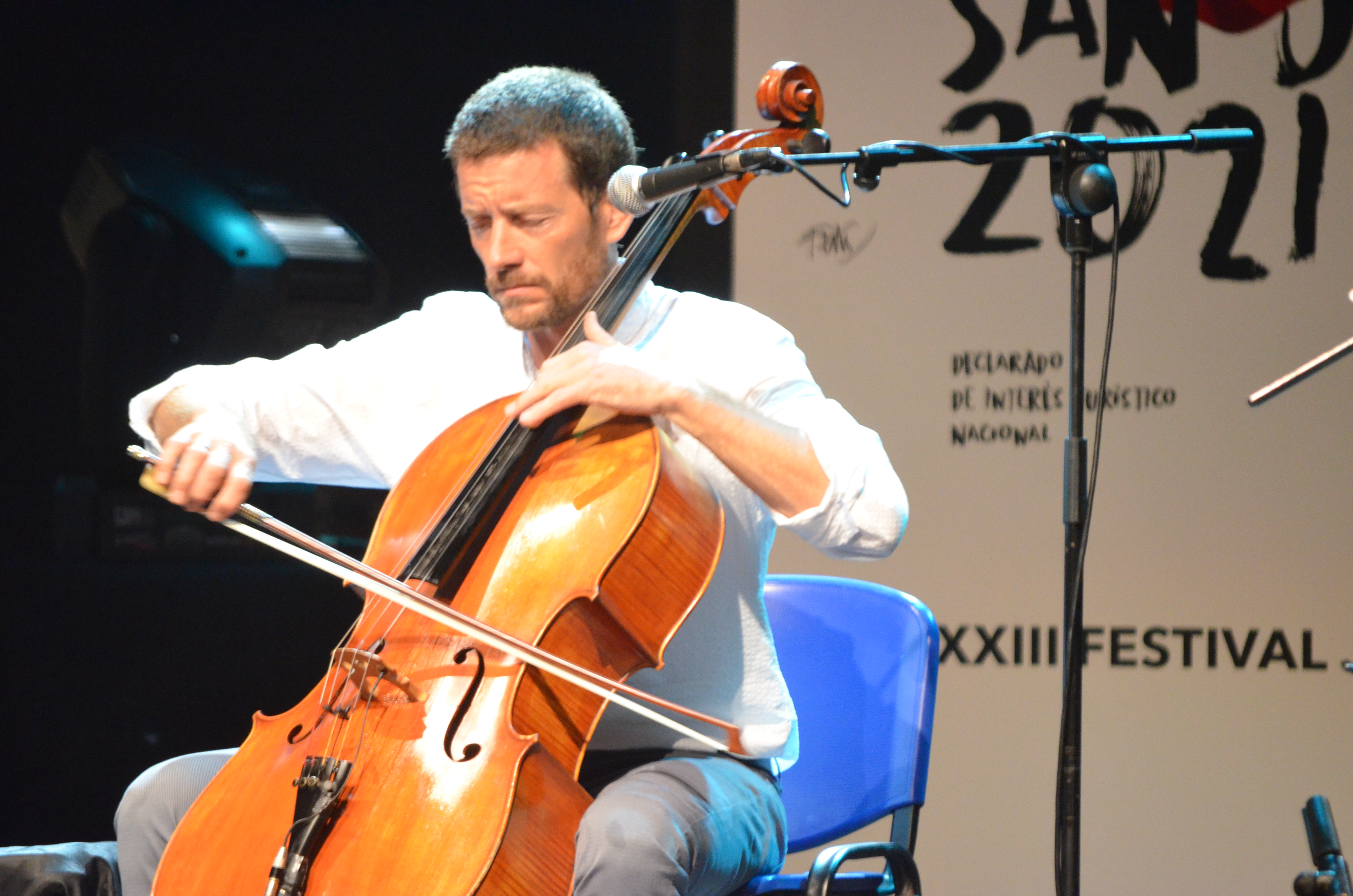
Concierto el Festival de Jazz de San Javier en 2021

Matthieu Saglio descubre el violonchelo siguiendo la vía clásica (medalla de oro en el Conservatorio de Rennes, Francia, en 1995), pero pronto rehúye de cualquier academismo y empieza a acercarse al jazz desde el año 1996, para luego iniciarse a numerosas músicas del mundo. Su capacidad para integrar lenguajes musicales variados para construir su propio universo pronto se ha convertido en su sello personal.
Un ex ingeniero agrónomo en Valencia
En el año 2002, sus estudios de agronomía le llevan a instalarse en Valencia, en España, un país que siempre le ha atraído de forma marcada. Esta elección determinará el final de su embrionaria carrera de ingeniero agrónomo y le conducirá a hacerse músico profesional a partir del año siguiente. La ciudad de los naranjos ya es en aquella época un vivero musical dónde se enraízan varios de los proyectos artísticos más interesantes de España. Matthieu tiene allí dos encuentros decisivos: con el flamenco (“¡un verdadero flash!” recuerda) y con Ricardo Esteve, afamado guitarrista flamenco.
Precursor del cello flamenco con Jerez Texas
Entre Matthieu y Ricardo Esteve, la conexión es inmediata. Los dos hombres llaman a Jesús Gimeno, batería completo y fino venido del jazz, para fundar Jerez Texas. El trío, que mezcla flamenco, jazz y música clásica, empieza a multiplicar los conciertos de tal manera que Matthieu decide dedicarse totalmente a la música en el 2003. Después de dos décadas, con más de 500 conciertos en 25 países y 5 discos a la espalda, Jerez Texas se ha convertido en una de las referencias del nuevo flamenco.
En paralelo a la aventura Jerez-Texas, Matthieu multiplica los proyectos. Después de haber tocado durante varios años con el grupo de música sefardí Aman-Aman, empieza en el 2007 una colaboración con el violinista marroquí Fathi Ben Yakoub. El dúo crea su propia gramática musical para tender un puente de ocho cuerdas por encima del Mediterráneo. Un primer disco publicado en el 2009 permite descubrir esta fusión entre clásico occidental y clásico árabe.
Cello Solo, su escapada en solitario
En el 2009, Matthieu hace realidad un proyecto que tenía en mente desde hacía tiempo: un repertorio en solitario, con su violonchelo como único compañero. Cello Solo invita a descubrir un universo musical rico y coherente, reflejo de todas las influencias que han marcado al músico. En los conciertos, el uso del sampler le permite grabar en directo varias voces de violonchelo para dar amplitud y riqueza a las composiciones. Le acompaña a menudo Emilio Garrido, la inconfundible voz de Radio3, con textos de su novela Aire de Fuga.
Hacer dialogar el violonchelo con otras culturas
En el 2011, Matthieu crea el grupo Diouke, con el cantante y korista senegalés Abdoulaye N’Diaye, el acordeonista valenciano Carlos Sanchis y el percusionista David Gadea. Un grupo que pronto aparece en los carteles de los mejores festivales world de España.
Una misma aspiración anima a Matthieu en todos sus proyectos: hacer dialogar su violonchelo con otras culturas. Poco a poco se ha dado a conocer como uno de los violonchelistas más apasionantes de su generación y se ha forjado un sonido inmediatamente identificable. “Antes que tocar diez instrumentos distintos, mi idea es tocar el violonchelo de diez maneras distintas” explica.
Résonance, una aventura en lugares con acústica espectacular
En el 2014, Matthieu participa en la grabación del primer disco del proyecto Résonance, con el guitarrista belga Quentin Dujardin y el contratenor francés Samuel Cattiau. Un proyecto que pronto empieza a girar por numerosos sitios con acústica especial (iglesias, castillos, etc.). En el 2019, graban el segundo disco: 'Illuminations' en la Abadía de Noirlac (Francia) con Léo Ullmann (violín), Bijan Chemirani (percusión), Doron David Sherwin (cornetto).
NES, un disco con el prestigioso sello alemán ACT
2015 es el año de nacimiento del trío NES, junto con la cantante/chelista franco-argelina Nesrine Belmokh y el percusionista David Gadea. El trío gira con intensidad y empieza una carrera europea contundente (llegando a tocar en dos ocasiones en la Filarmónica de Berlín)  después del lanzamiento del disco 'Ahlam' con el sello alemán ACT. Un disco que recibe enseguida los elogios de la crítica internacional y 3 millones de escuchas en Spotify.
Amura, un trío con fuego, elegancia y base flamenca
En el 2019, justo antes de la pandemia, empieza la aventura del trío Amura junto con Isabel Julve (cante, baile, castañuelas) y José 'El Piru' (guitarra flamenca, ronroco). Juntos, unidos por una amistad de muchos años, presentan un repertorio basado en el flamenco, con composiciones propias, acentos latinoamericanos y una mezcla contagiosa de fuerza, elegancia y alegría de tocar juntos.
'El Camino de los Vientos', junto con la flor y nata del jazz europeo
En abril del 2020, Matthieu publica 'El camino de los vientos', de nuevo con el prestigioso sello ACT, rodeado de una serie de invitados de lujo, entre referencias del jazz europeo, compañeros de muchos años… y sus 3 hijos. Le acompañan en esta nueva aventura discográfica: Nguyên Lê (guitarra), Nils Petter Molvaer (trompeta), Carles Benavent (bajo), Vincent Peirani (acordeón), Steve Shehan (percusión, etc.), Bijan Chemirani (percusión), Léo Ullmann (violín), Camille Saglio (voz), Ricardo Esteve (guitarra flamenca), Isabel Julve (voz), Abdoulaye N'Diaye (voz) & Teo, Marco, Gael Saglio Pérez (coros). El disco pronto recibe incontables elogios de la crítica internacional y más de 8 millones de escuchas en Spotify.
Matthieu Saglio Quartet & disco Live
A raíz del disco 'El camino de los vientos', Matthieu crea el Matthieu Saglio Quartet con Steve Shehan (percusión / batería), Christian Belhomme (piano / keyboard) y Léo Ullmann (violín). Juntos empiezan a girar de manera intensa en los auditorios y festivales de Europa. En recuerdo de una noche memorable en el Festival de jazz de San Javier, en julio del 2021, con varios artistas invitados, graban el disco 'Live in San Javier 2021'. Un concierto calificado como 'uno de los 10 mejores de la historia del Festival' en palabras de la organización.
'Voices' un disco con grandes voces del mundo
Con el disco "Voices" (ACT, abril 2023), Matthieu Saglio, persigue un sueño audaz de unir a la gente con la música, acompañado por su cuarteto y una lista fascinante de solistas vocales invitados de muchos países (Susana Baca, Perú / Alim Qasimov, Azerbaiyán / Natacha Atlas, Egipto / Nils Landgren, Suecia / Wasis Diop, Senegal / Anna Colom, España / Camille Saglio, Francia). Incluso suena un extracto de un discurso original de Nelson Mandela.
Su idea era 'rendir homenaje a las voces del mundo, de los hombres, de las mujeres, de todas las edades, de todos los idiomas... la voz como esencia de la humanidad, algo que diferencia a cada individuo y al mismo tiempo reúne y unifica'.
Artista embajador de la Fundación Yeudi Menuhin
Desde el 2012, Matthieu ha sido nombrado artista embajador de la Fundación Internacional Yehudi Menuhín, con la que es invitado a participar a menudo en proyectos de creación original con otros artistas internacionales.
Numerosas composiciones para bandas sonoras
Aparte de su trabajo de compositor para sus diferentes proyectos, Matthieu es solicitado a menudo para la composición de bandas sonoras para la danza, el teatro, la televisión y el cine.

## Resumen de discografía
- Jerez Texas Saó (2005)
- Jerez Texas Patchwork (2007)
- Jerez Texas Sun (2009)
- Matthieu Saglio & Fathi Ben Yakoub Danza del Sacromonte (2009)
- Cello solo (2009)
- Diouke (2012)
- Matthieu Saglio/Emilio Garrido Cello Solo Live in Alcalá (2013)
- Jerez Texas Viento y Marea (2013)
- Résonance (2016)
- Jerez Texas Clar de lluna - Live in Sagunto (2017)
- Matthieu Saglio & José 'El Piru' Petit à petit (2017)
- NES Ahlam (ACTmusic 2018)
- Résonance Illuminations (2019)
- El Camino de los vientos (ACTmusic 2020, con Nguyên Lê, Nils Petter Molvær, Carles Benavent, Vincent Peirani, Steve Shehan, Bijan Chemirani, Léo Ullmann, Camille Saglio, Ricardo Esteve, Isabel Julve, Abdoulaye N'Diaye and Teo, Marco, Gael Saglio Pérez)
- Matthieu Saglio Quartet & Guest: Live in San Javier 2021 (con Steve Shehan, Christian Belhomme, Léo Ullmann y Carlos Sanchis, Camille Saglio, Isabel Julve, Abdoulaye N'Diaye)
- Voices (ACTmusic, 2023) (con Susana Baca, Alim Qasimov, Natacha Atlas, Nils Landgren, Wasis Diop, Anna Colom, Camille Saglio, Steve Shehan, Christian Belhomme, Léo Ullmann)